# Mathilde Marguerite Hautrive
Mathilde Marguerite Hautrive, née le 25 septembre 1881 à Lille et morte le 18 mai 1963 à Paris (9è arrondissement), est une peintre à la gouache et une pastelliste française.

## Biographie
Mathilde Marguerite Hautrive naît le 25 septembre 1881 à Lillede Jules Hautrive, agent d'assurances, et de Julia Charet.
Élève de Ferdinand Humbert aux Beaux-Arts, elle travaille à Paris, où elle expose au Salon des Artistes Français. Elle a pour sujets des paysages et des fleurs, réalise aussi des portraits et s'adonne dans les années 1930 aux scènes religieuses.
Elle est la première femme à obtenir le prix de Rome de la ville de Lille et devient ainsi résidente de 1910 à 1913 de l'atelier Wicar à Rome. Elle y est élève de Carolus Duran.
En 1920 elle voyage au Maroc avec Suzanne Réveillaud, ancienne collègue de l'atelier Humbert.
Elle est lauréate en 1934 du 2è prix de l'Union des Femmes peintres et sculpteurs et de son prix de paysage en 1937. 
Elle décède célibataire en 1963 à Paris dans le 9è arrondissement et est inhumée au cimetière de Pantin.

## Œuvres
- Portait du capitaine Eugène Charet[5] (2è prix de l'UFPS)
- Le Canal de Venise[6]
- Vieilles maisons au bord du Tarn[2] (vers 1905, achat par l'état)
- Le porche de l'église Saint-Germain l'Auxerrois (1908)[2]
- Un calvaire dans l'Oise (1909)[2]
- Le bassin du Luxembourg (1909)[2]
- Un Forum romain (1913, mention honorable au Salon)[2]
- La Vie de sainte Jeanne d'Arc (1936)[2]